# Isaac Thompson
Isaac Thompson (1783 - 1853) fue un militar argentino que sirvió en la Guerra de la Independencia Argentina y en la Guerra del Brasil. Luchó a favor del bando unitario en las Guerras civiles argentinas.

## Biografía
Isaac Thompson nació en la Ciudad de Buenos Aires, Virreinato del Río de la Plata, el 3 de junio de 1783, hijo de Pablo Jacinto Thompson Aldao y de María Josefa Blanco Cárdenas.

### Guerra de la independencia
De paso en Chile, el 7 de julio de 1808 casó en Santiago de Chile con Isabel Ojeda Montenegro (1797-1833), natural de esa ciudad, con quien tuvo tres hijos Mercedes Thompson Ojeda, Abraham Thompson Ojeda y Juan José Thompson Ojeda.
Tras el nacimiento de su primogénita en la capital chilena en 1809, Thompson regresó a Buenos Aires, donde al estallar la Revolución de Mayo de 1810 se sumó a las fuerzas armadas patriotas.
El 30 de enero de 1815 fue ascendido a ayudante mayor del 2.º batallón del regimiento de Infantería N.º  3 (ex Batallón de Arribeños) y el 30 de agosto, a las órdenes del general Domingo French, Thompson se incorporó con el grado de capitán al Ejército del Norte.

#### Campaña de Chile
En 1817 pidió la baja para trasladarse a Chile, pero por órdenes superiores continuó sus servicios, siendo afectado al Ejército de los Andes al mando del general José de San Martín.
Con la jerarquía de sargento mayor fue puesto al frente del batallón N.º  1 Cazadores de Coquimbo, luchando el 19 de marzo de 1818 en la batalla de Cancha Rayada y teniendo un destacado papel en la batalla de Maipú que definió la libertad de Chile.

##### Segunda campaña al sur de Chile
Ascendido a teniente coronel, al mando del 1.º de Coquimbo tomó parte de la ofensiva contra la resistencia realista del sur de Chile dirigida por el comandante argentino José Matías Zapiola que finalizó con la ocupación de Parral. Participó también de la breve campaña de noviembre que Zapiola comandó, ocupando San Carlos.
Al mando del general Antonio González Balcarce integró con su batallón el "Ejército del Sud" levantado para eliminar la resistencia realista.
Asistió a la Batalla del Biobío el 19 de enero de 1819, en la que el ejército realista al mando del coronel Juan Francisco Sánchez fue derrotado sufriendo tales pérdidas que dejarían la continuidad de la resistencia española en manos de milicias e indios.
Participó el 30 de enero de la toma de la fortaleza de Nacimiento, mereciendo ser citado en el parte de la acción.
El 7 de febrero Balcarce comenzó a retirar sus fuerzas de Nacimiento, el 12 de febrero comunicó a San Martín su marcha a Santiago y el 15 concentraba sus tropas en Los Ángeles. Balcarce envió al regimiento de Granaderos y al batallón de Cazadores a reunirse en Curimón con el ejército de San Martín.
En el territorio dejó en Los Ángeles al teniente coronel Isaac Thompson con el batallón de Cazadores de Coquimbo, 40 Granaderos al mando del teniente Manuel Alejandro Pueyrredón y cuatro piezas de artillería —un total de 300 hombres. La guarnición de Los Ángeles se veía reforzada por milicias vecinas y algunos indios aliados de Santa Fe y otras reducciones vecinas.

##### Mesamávida
Pronto, las posiciones de Thompson y Freire empezaron a quedar aisladas, cortadas sus comunicaciones por los montoneros de Cumpeo que respondía al capitán Vicente Benavides. En la plaza de Ángeles fue atacado por el caudillo Vicente Benavídez, Sánchez y otros jefes realistas, rechazándolos e infligiéndoles fuertes pérdidas.
Rápidamente la situación de la frontera se agravó, especialmente en el territorio de la Isla de la Laja donde el levantamiento se hizo general.
El 21 de febrero Thompson recibió noticias de que una partida numerosa de indios se dirigía al Biobío para destruir las balsas que los patriotas tenían en Negrete, por lo que al anochecer envió un destacamento de 50 fusileros Batallón 1 de Coquimbo al mando del capitán graduado Ramón Romero y un reducido destacamento de Granaderos al mando del joven alférez Manuel Alejandro Pueyrredón.
Al amanecer del 22, al alcanzar las márgenes del río en Mesamávida, en las inmediaciones de Negrete, el reducido contingente patriota fue emboscado y rodeado por 400 fusileros españoles del Batallón Cantabria y cientos de indios. El destacamento de caballería echó pie a tierra y formó junto a la infantería que formaba en cuadro. Repelida la infantería enemiga, una carga de los indios consiguió romper la formación y exterminar a la infantería patriota. Los pocos granaderos sobrevivientes montaron e intentaron romper la línea enemiga en tres oportunidades hasta que todos cayeron. Solo sobrevivieron aunque gravemente heridos el teniente Pueyrredón y tres soldados que fueron dados por muertos y recuperados luego por sus compañeros entre los cadáveres.
Sería el fin de la participación del glorioso regimiento de Granaderos en la Campaña del Sur. En palabras de Pueyrredón:

Allá hemos recorrido las grandes montañas de la derecha del majestuoso Biobío, las fértiles costas del Arauco y Tucapal, subido hasta la Imperial, atravesado los grandes bosques de robles que elevan sus copas en las nubes, los manzanares silvestres que embriagan a los indios con su chicha, la gran cuesta de Villagrán, donde el célebre conquistador venció al heroico Caupolicán, las montañas de Angol, magnífico país, donde la naturaleza desplegó su esmero.

### Motín del coronel Enrique Campino
Finalizada la guerra de independencia, Thompson permaneció en Chile al mando de su batallón. Al producirse el 24 de enero de 1827 el motín del coronel Enrique Campino en Santiago de Chile, que llegó a controlar la ciudad y el Congreso, Thompson al igual que los comandantes de los restantes batallones de guarnición aceptó someterse a la situación por razones de obediencia tras la renuncia del presidente Agustín de Eyzaguirre y en razón del descontento de la tropa por la falta de paga.
Al retirarse el general Ramón Freire de la ciudad para organizar la contrarrevolución, tomó contacto con Thompson quien se comprometió a apoyarlo.
En la madrugada del lunes 29 de enero, acompañado por Nicolás Maruri, Isaac Thompson al mando de un destacamento de 40 hombres, irrumpió sorpresivamente en el cuartel de San Diego apresando al coronel Enrique Campino y al resto de los líderes del motín.
Maruri y Thomson se dirigieron entonces al Congreso expresando que "conmovidos por el conflicto en que yacía este pueblo desde la noche del 24, resolvieron a poner término a este mal y verificaron un movimiento en la madrugada de hoy, arrestando a los autores de él y sometiéndose a las órdenes del señor capitán general don Ramón Freire, a quien ya hemos dado el correspondiente parte".
Sin embargo, los indultos a los comprometidos en el movimiento, desalentaron a Thompson. Diego Portales escribiría en carta a Diego Benavente:"el coronel Thompson quiere abandonar el país; tiene para ello justísimas razones, que siento no exponer a Ud. por su extensión y especialmente algunas que daría a conocer la muy bondadosa y generosa conducta del señor Presidente para con los sublevados del 24 cuya pretenciosas avanzadas (según lo he visto documentadamente) son atendidas con preferencia a la de los leales.
Thompson regresó efectivamente a Buenos Aires ese mismo año, siéndole revalidados los despachos de teniente coronel de infantería.

### Guerra del Brasil
Al estallar la Guerra del Brasil, fue designado jefe del batallón 4.º de Milicia Activa de Buenos Aires que engrosaría el ejército republicano en operaciones a las órdenes de Carlos María de Alvear.
Tras intervenir en diversas acciones de la exitosa campaña contra el ejército del Imperio del Brasil, ya finalizado el conflicto regresó a Buenos Aires el 26 de noviembre de 1828 con la división del general Enrique Martínez.

### Guerras civiles
Thompson secundo a Juan Lavalle en el golpe del 1 de diciembre de 1828 que depuso al gobernador Manuel Dorrego iniciando un nuevo período de guerra civil en su país.
Luchó contra los caudillos federales en la Batalla de Puente de Márquez el 26 de abril de 1829. Tras la derrota dio inicio el sitio de la ciudad.
Al norte de la misma, San Nicolás de los Arroyos permanecía leal al gobierno de Buenos Aires encabezado ahora por Martín Rodríguez pero se encontraba sitiada por las tropas del teniente coronel Facundo Borda y bajo ataque de las fuerzas federales concentradas en la vecina San Pedro al mando del teniente coronel José Ramón Ruiz Moreno.
Rodríguez resolvió enviar una escuadrilla al río Paraná con el objetivo de castigar a San Pedro, abastecer a San Nicolás y amenazar la ribera santafesina, con lo que confiaba en obligar a López a replegarse. La operación fue públicamente comentada por la prensa y por lo tanto conocida por federales y extranjeros.
Rodríguez envió al coronel José Félix Bogado, quien el 14 de mayo asumió el mando militar de San Nicolás, y el 16 de mayo zarpó una escuadrilla de 5 naves (goleta Sarandí, sumaca República y cañoneras) transportando 300 infantes, un piquete de caballería y dos cañones de a 4. El mando conjunto correspondía al ahora coronel Isaac Thompson.
Poco después partía una segunda división de una sumaca, una goleta y una cañonera transportando un contingente de húsares al mando del teniente coronel Mariano de Acha y en San Nicolás se encontraba ya apostada una escuadrilla al mando del coronel de marina Leonardo Rosales.
Mientras en Buenos Aires se producía el ataque francés a la escuadra argentina (1829), Thompson permanecía embarcado en operaciones de vigilancia de las costas del Paraná.
Combatió en la Bajada del Paraná, Rincón de Colastiné, Rosario, San Pedro y desembarcó en el Carcaraña. Tanto Rosales como Thompson mantuvieron correspondencia con Estanislao López, la que fue publicada en la Gaceta Mercantil del 17 de agosto de 1829.
Separado del ejército tras el ascenso de Juan Manuel de Rosas al poder, a fines de 1829 emigró a la Banda Oriental. Al año siguiente acompañó a Lavalle en su cruce del río Uruguay en apoyo de las fuerzas revolucionarias de Ricardo López Jordán (padre). Al negar López Jordán el apoyo para una ulterior campaña contra Santa Fe, Thompson regresó a la Banda Oriental.

### Chile
Thompson se alejó del conflicto civil en su país y se asentó finalmente en Chile. 
Por decreto del 17 de noviembre de 1834 fue designado Intendente Gobernador de Valdivia, cargo que desempeñó hasta noviembre de 1837 en que se hizo cargo de similar puesto en Chiloé hasta el 30 de septiembre de 1840.
El 5 de septiembre de 1845 fue nombrado Gobernador de Victoria, cargo que desempeñó hasta junio de 1846.
Falleció en Santiago de Chile el 1 de marzo de 1853.
Con su esposa Isabel Ojeda Montenegro (1797-1833), tuvo tres hijos: Mercedes Thompson Ojeda, Abraham Thompson Ojeda y Juan José Thompson Ojeda.